# FC Wichita
El FC Wichita es un equipo de Fútbol de Estados Unidos que juega en la National Premier Soccer League, la cuarta división nacional.

## Historia
Fue fundado en el año 2013 en la ciudad de Wichita, Kansas como equipo de la NPSL para la temporada 2015. El club militó en cinco temporadas en la NPSL en donde consiguió tres títulos divisionales y una final de conferencia en 2018, además de jugar tres veces en la US Open Cup logrando avanzar a la tercera ronda en la edición de 2018. En 2017 crea su sección de fútbol femenil.
En 2019 fue la primera vez en la que no clasificó a los playoffs y tras la cancelación de la temporada 2020 por la pandemia de Covid-19, el club se va a la USL League Two para la temporada 2021, en la que pierde todos los partidos.

## Palmarés
- NPSL

- South Central Conference: 1

2015
- Heartland Conference: 2

2017, 2018

## Entrenadores
- Larry Inlow (2015)
- John Markey (2016)
- Steve Ralos (2017)
- Blake Shumaker (2018–2019)
- Bryan Perez (2019–presente)